# José António Mesquita
José António Mesquita GO C (Santo Amaro, Vila Nova de Foz Côa, 5 de Janeiro de 1936) é um magistrado judicial, jubilado como vice-presidente do Supremo Tribunal de Justiça, que exerceu as funções de Representante da República na Região Autónoma dos Açores entre 2006 e 2011.
Foi a primeira personalidade a exercer este cargo, criado pela sexta revisão da Constituição da República Portuguesa (2004) para substituir o extinto cargo de Ministro da República.

## Biografia
Iniciou a sua vida profissional como professor do ensino primário, funções que exerceu entre 1955 e 1962, ano em que concluiu a licenciatura em Direito na Universidade de Coimbra. 
No ano seguinte foi nomeado delegado do Procurador Geral da República, funções que exerceu até 1970. Foi inicialmente colocado na comarca de Vila Franca do Campo, sendo transferido sucessivamente para as comarcas de Vila do Porto, Fundão e Lisboa. Em 1970 foi nomeado juiz de direito na comarca de Vila do Porto, na ilha de Santa Maria, funções que exerceu até 1973, ano em que foi nomeado adjunto do Procurador da República no Circulo Judicial dos Açores, permanecendo neste cargo até 1976.
A sua larga permanência no sistema judicial açoriano permitiu-lhe granjear múltiplas amizades e obter um profundo conhecimento da realidade do arquipélago que marcaria de forma decisiva o seu posterior desempenho como Representante da República. 
Em 1976 foi nomeado auditor jurídico junto do Ministério do Trabalho, sendo no ano seguinte transferido para igual cargo no Supremo Tribunal Administrativo, onde permaneceu até 1978. Neste último ano foi transferido para o Supremo Tribunal de Justiça, onde exerceu funções até 1987. Foi igualmente auditor jurídico junto da Comissão Constitucional (entre 1977 e 1982) e do Tribunal Constitucional (em 1982).
Em 1982 foi eleito membro do Conselho Superior do Ministério Público, órgão onde exerceu funções até 1988, ano em que foi nomeado juiz conselheiro na Secção Regional da Madeira do Tribunal de Contas. Em 1990 foi transferido para iguais funções no Tribunal de Contas, em Lisboa, nas quais permaneceu até 1993, sendo eleito vice-presidente daquele tribunal. 
Entre 1993 e 1996 foi director de estudos do Centro de Estudos Judiciários, em Lisboa, sendo neste último ano nomeado juiz conselheiro do Supremo Tribunal de Justiça, funções que exerceu até se jubilar em 2004. Entre 2001 e a data da sua jubilação foi vice-presidente do Supremo Tribunal de Justiça. 
Com a extinção do cargo de Ministro da República, operada pela revisão constitucional de 2004, foi criado, na esfera institucional do Presidente da República, o cargo de Representante da República nas Regiões Autónomas Portuguesas. Nos termos daquela lei constitucional, o primeiro titular foi nomeado na sequência da eleição presidencial de 2006, cabendo a José António Mesquita a estreia da função. Nomeado por Aníbal Cavaco Silva para um mandato que coincidia com o seu mandato presidencial, tomou posse a 30 de Março de 2006 como primeiro Representante da República para a Região Autónoma dos Açores. Com o termo do mandato presidencial em 2011, José António Mesquita foi substituído no cargo pelo embaixador Pedro Catarino.
Por decisão do Presidente da República, Aníbal Cavaco Silva, a 14 de Julho de 2011 foi distinguido com o grau de grande oficial da Ordem Militar de Cristo, em reconhecimento dos relevantes serviços prestados a Portugal como Representante da República nos Açores.